# Paweł Deląg
Paweł Maciej Deląg (ur. 29 kwietnia 1970 w Krakowie) – polski aktor, reżyser, producent filmowy i wokalista. Odtwórca roli Marka Winicjusza w kinowej i telewizyjnej ekranizacji powieści Henryka Sienkiewicza Quo Vadis? (2001).

## Życiorys

### Wczesne lata

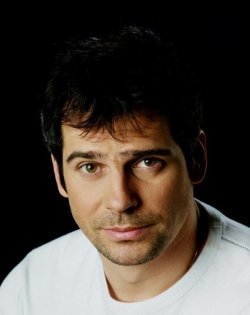
Deląg (2008)

Urodził się i dorastał w Krakowie. Ma młodszą o dwa lata siostrę, Dorotę, która również została aktorką. Od 15 roku życia wychowywała go matka Sabina wraz z ciotką, Anną.
W 1989 ukończył XV Liceum Ogólnokształcące im. Marii Skłodowskiej-Curie w Krakowie. Zdawał egzaminy wstępne na trzy krakowskie uczelnie: Akademię Wychowania Fizycznego, Wydział Prawa i Administracji Uniwersytetu Jagiellońskiego i Państwowej Wyższą Szkoły Teatralnej im. Ludwika Solskiego, gdzie podjął studia na wydziale aktorskim i ukończył je w 1993.

### Kariera zawodowa
W 1993 zadebiutował w roli zbójnika Łamagi w spektaklu Ernesta Brylla Na szkle malowane w reż. Krystyny Jandy w warszawskim Teatrze Powszechnym im. Zygmunta Hübnera. W tym samym roku zadebiutował na dużym ekranie niewielką rolą Dolka Horowitza w dramacie wojennym Stevena Spielberga Lista Schindlera (Schindler’s List, 1993). Następnie wystąpił w serialu telewizyjnym Fitness Club (1994) oraz zagrał Biedrona w filmie sensacyjnym Młode wilki (1995) i antropologa w filmie Andrzeja Żuławskiego Szamanka (1996). Kontynuował również pracę w teatrze, występując w Teatrze im. Stefana Żeromskiego w Kielcach (1993) oraz w stołecznych teatrach: Sceny Prezentacje (1994) i Na Woli (1995). W latach 1995–1997 związał się z Teatrem Współczesnym im. Edmunda Wiercińskiego we Wrocławiu.
W 1997 pojawił się w pięciu produkcjach kinowych: Ciemna strona Wenus, Kiler, Królowa złodziei, Kochaj i rób co chcesz i Młode wilki 1/2. Po udziale w serialu Siedlisko (1998) i filmie Złoto dezerterów (1998) znalazł się w obsadzie seryjnej komedii Jerzego Gruzy Tygrysy Europy (1999) w roli szofera oraz prawej ręki nowobogackiego przedsiębiorcy Nowaka. Następnie zagrał postać Jarosława „Kellera” Psikuty w komedii sensacyjnej Olafa Lubaszenki Chłopaki nie płaczą (2000) oraz Kochanego, kochanka Violi w filmie Sezon na leszcza (2000) Bogusława Lindy. Następnie wcielił się w postać Marka Winicjusza, młodego patrycjusza, żołnierza, siostrzeńca Petroniusza w kinowej i telewizyjnej ekranizacji powieści Henryka Sienkiewicza Quo Vadis? (2001). W 2004 był narratorem spektaklu Zbigniewa Książka Świętokrzyska Golgota w reż. Jerzego Zonia w Kieleckim Centrum Kultury w Kielcach. W 2005 był uczestnikiem drugiej edycji programu rozrywkowego TVN Tańca z gwiazdami.

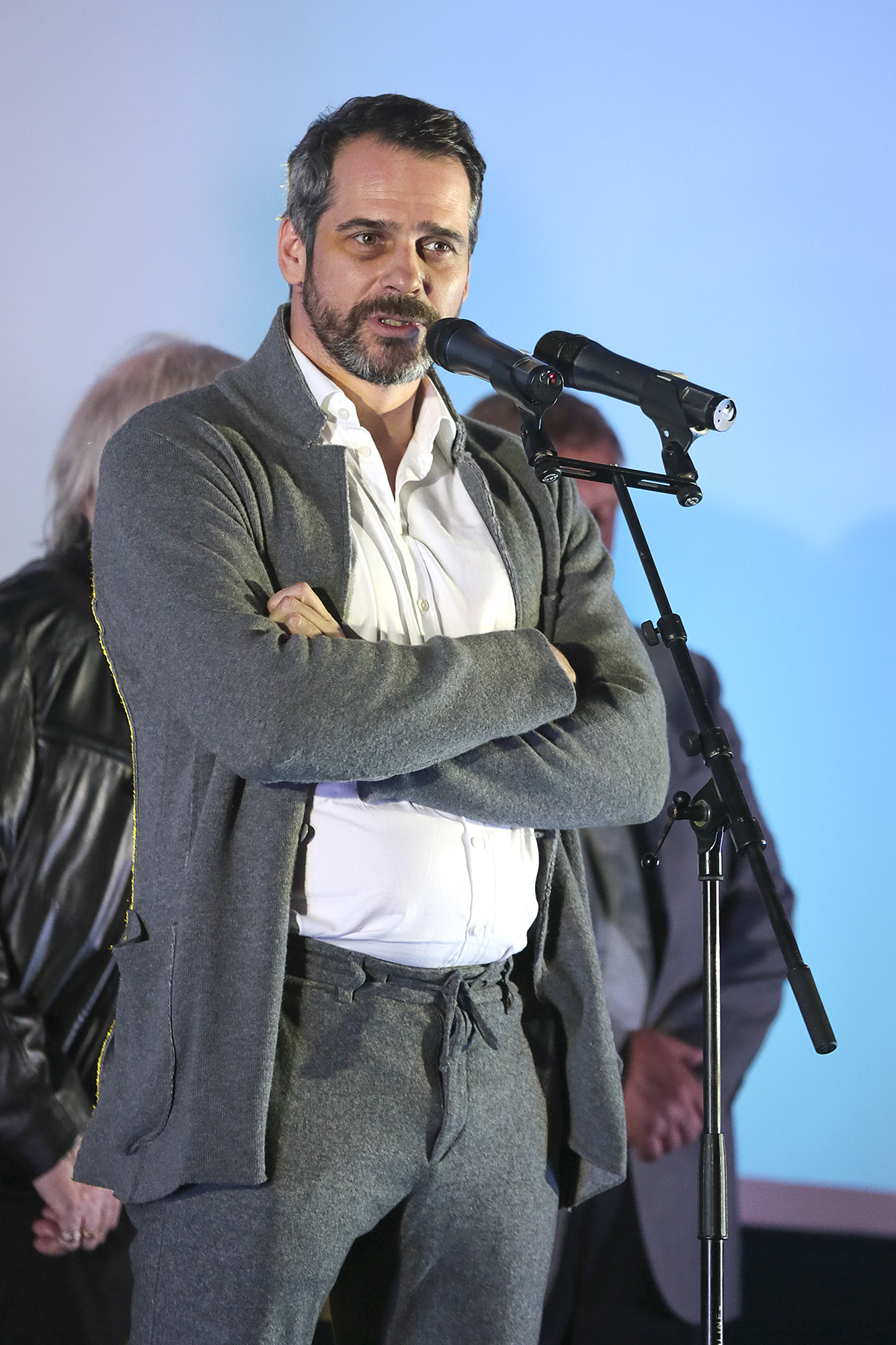
Deląg (2016)

W latach 2006–2008 grał rolę doktora Stanisława Drzewieckiego, chirurga plastycznego w klinice Weiss-Korzyckiego w serialu TVP2 Na dobre i na złe. W kolejnych latach wystąpił w kilku produkcjach zachodnich, w tym w amerykańskim horrorze Dom (2008) z Leslie Easterbrook i Michaelem Madsenem. Pojawiał się w filmach produkowanych za wschodnią granicą, m.in. w miniserialu wojennym Czerwiec 1941 (В июне 41-го, 2008), dramacie wojennym Snajper. Broń odwetu (Снайпер. Оружие возмездия, 2009) czy sensacyjnym filmie przygodowym Klucz Salamandry (Ключ Саламандры, 2010) z Rutgerem Hauerem i Michaelem Madsenem. 
W 2010 zagrał w sztuce Drzewo Tima Croucha w reż. Lecha Mackiewicza w Teatrze Dramatycznym im. Aleksandra Węgierki w Białymstoku. W 2015 w krakowskim Teatrze Łaźnia Nowa został obsadzony w roli Macieja Korbowy w rekonstrukcji spektaklu dyplomowego PWST w Krakowie z 1993 – Maciej Korbowa i Bellatrix Witkacego w reż. Krystiana Lupy. W 2016 na deskach Teatru IMKA wystąpił w roli Richarda Burtona w przedstawieniu Być jak Elizabeth Taylor autorstwa Jakuba Przebindowskiego z Małgorzatą Foremniak jako Elizabeth Taylor.
Jedną z najbardziej znaczących produkcji był film Andrieja Krawczuka Wiking (2016) o początkach chrześcijaństwa na Rusi Kijowskiej, gdzie zagrał postać Anastasa. Łącznie zagrał w ponad 60 filmach produkowanych w Rosji, Ukrainie i Białorusi. Od 2016 gra w serialu Polsatu Przyjaciółki. Od 26 marca 2018 do 2 listopada 2021 wcielał się w postać Michała Ostrowskiego, szaleńczo, ale bez wzajemności zakochanego w sąsiadce (Barbara Kurdej-Szatan) w serialu TVP2 M jak miłość. W 2018 reżyserował i wraz z synem wystąpił w fabularyzowanym historycznym filmie dokumentalnym Zrodzeni do szabli. W 2020 uczestniczył w drugiej edycji reality show TVN Ameryka Express. Wyreżyserował i wyprodukował krótkometrażowy film Pani Basia (2021) poruszający problem samotności w obliczu tragedii. Był producentem kreatywnym polsko-ukraińskiego serialu Kawa z kardamonem, w którym także zagrał jedną z głównych ról.
Pojawił się na okładce magazynów, m.in. „Film”, „Dobry Tydzień”, „Gala”, „Wprost”, „Viva!”, „Tele Tydzień”, „Twoje Imperium”, „Zwierciadło” i „Życie na Gorąco”.

## Życie prywatne
W latach 1990–1993 był związany z aktorką Katarzyną Gajdarską, z którą ma syna Pawła (ur. 1993). Z innego, nieformalnego związku ma syna Mikołaja. W kolejnych latach media rozpisywały się o jego romantycznych relacjach z Marią Seweryn, Katarzyną Skrzynecką (1996), Bogną Sworowską (2000–2002), Violettą Kołakowską (2002–2003), Elizą Ryciak (2003), Patrycją Markowską (2003–2005), Agnieszką Harlą (2005–2006), Marie Mouté (2007–2008), Agnieszką Sienkiewicz (2008), Jolantą Borowiec (2009), Emmą Kiworkową-Rączkowską (2009–2016), Dominiką Kulczyk (2016) i Ewą Misiak (2018).
Według portalu Styl.pl w 2013 zamieszkał w Moskwie, ale on sam w wywiadzie z 2017 dla serwisu Viva! zaprzeczył, by żył tam na stałe i miał mieszkanie. W wywiadzie dla portalu Film WP z 2022 stwierdził, że po inwazji Rosji na Ukrainę nie podejmie współpracy z rosyjskimi filmowcami.

## Filmografia
Filmy fabularne
| Rok  | Tytuł                                                           | Rola                                | Reżyser                              |
| ---- | --------------------------------------------------------------- | ----------------------------------- | ------------------------------------ |
| 1993 | Lista Schindlera                                                | Dolek Horowitz                      | Steven Spielberg                     |
| 1994 | Śmierć w płytkiej wodzie                                        | Péter                               | Imre Gyöngyössy, Barna Kabay         |
| 1994 | Radio powstańcze „Błyskawica” (film dokumentalny)               |                                     | Andrzej Trzos-Rastawiecki            |
| 1995 | Sortez des rangs                                                |                                     | Jean-Denis Robert                    |
| 1995 | Młode wilki                                                     | „Biedrona”                          | Jarosław Żamojda                     |
| 1996 | Szamanka                                                        | Juliusz, współpracownik Michała     | Andrzej Żuławski                     |
| 1997 | Młode wilki 1/2                                                 | „Biedrona”                          | Jarosław Żamojda                     |
| 1997 | Królowa złodziei (Marion du Faouët, TV)                         | Prevost                             | Michel Favart                        |
| 1997 | Kochaj i rób co chcesz                                          | Darek, syn Ślaskiego                | Robert Gliński                       |
| 1997 | Kiler                                                           | Jarosław, operator Naszej Telewizji | Juliusz Machulski                    |
| 1997 | Ciemna strona Wenus                                             | chłopak                             | Radosław Piwowarski                  |
| 1998 | Złoto dezerterów                                                | Witold „Kmicic”                     | Janusz Majewski                      |
| 2000 | Sezon na leszcza                                                | „Kochany”, kochanek Violi           | Bogusław Linda                       |
| 2000 | Chłopaki nie płaczą                                             | Jarek Psikuta, narzeczony Weroniki  | Olaf Lubaszenko                      |
| 2001 | Quo vadis                                                       | Marek Winicjusz                     | Jerzy Kawalerowicz                   |
| 2002 | Haker                                                           | model Daniel                        | Janusz Zaorski                       |
| 2003 | Zróbmy sobie wnuka                                              | Janek Kosela                        | Piotr Wereśniak                      |
| 2005 | Les femmes d’abord (TV)                                         | Vutkovic                            | Peter Kassovitz                      |
| 2006 | Ja wam pokażę!                                                  | Adam                                | Denis Delic                          |
| 2007 | Tak bardzo się nienawidziliśmy (Nous nous sommes tant haïs, TV) | Jürgen Köller                       | Franck Apprederis                    |
| 2008 | Dom                                                             | oficer policji                      | Robby Henson                         |
| 2008 | Une femme à abattre (TV)                                        | Andriej Karpow                      | Olivier Langlois                     |
| 2009 | Snajper. Broń odwetu (Снайпер. Оружие возмездия)                | Michajłowski                        | Aleksandr Jefremow                   |
| 2011 | W twoich oczach (В твоих глазах)                                | Żenia                               | Igor Kopyłow                         |
| 2011 | Los Rzymu (Le destin de Rome, (film dokumentalny))              | Marek Antoniusz                     | Fabrice Hourlier                     |
| 2011 | Klucz Salamandry (Piataja Kazn)                                 | Iwan                                | Aleksandr Jakimczuk, Elena Kowaliewa |
| 2011 | Druga miłość (Вторая любовь)                                    | Igor                                | Oleg Łarin                           |
| 2012 | Żona Stirlitza (Жена Штирлица)                                  | Roman                               | Wadim Sokołowski                     |
| 2012 | Komisarz Blond i Oko sprawiedliwości                            | Marek                               | Paweł Czarzasty                      |
| 2014 | Ujezdnaja drama (Предмет обожания, TV)                          |                                     | Oleg Bazilov                         |
| 2015 | Na wieży Babel (film krótkometrażowy)                           |                                     | Maria Wróż-Prusiewicz                |
| 2016 | Wiking (Викинг)                                                 | Anastas                             | Andriej Krawczuk                     |
| 2017 | Wszystko albo nic (Všetko alebo nič)                            | doktor Bystričan                    | Marta Ferencová                      |
| 2017 | PM 2.5                                                          |                                     | Piotr Biedroń                        |
| 2017 | Gwiazdy                                                         | Hans Villmeier, ojciec Jana         | Jan Kidawa-Błoński                   |
| 2017 | Dwie korony (dokument fabularyzowany)                           | ksiądz Włodzimierz Jakowski         | Michał Kondrat                       |
| 2019 | Black Dog                                                       |                                     | Aleksandr Franskevich-Laye           |
| 2019 | Zrodzeni do szabli (dokument fabularyzowany)                    | nauczyciel Jan Jerlicz              | Paweł Deląg                          |
| 2020 | Enemy Lines                                                     | Alexander Fabien                    | Anders Banke                         |
| 2020 | Piękna robota (Good Job) (krótkometrażowy)                      | pan Smog                            | Piotr Biedroń                        |
| 2020 | Daria                                                           | Corragio                            | Matěj Pichler                        |

Seriale
| Rok             | Tytuł                                           | Rola                                                            | Uwagi            |
| --------------- | ----------------------------------------------- | --------------------------------------------------------------- | ---------------- |
| 1994–1995       | Fitness Club                                    | Jacek                                                           |                  |
| 1996            | Tajemnica Sagali                                | smolarz Kulomorus                                               | odc. 8 i 9       |
| 1996            | Dom                                             | mąż Gosi Lejczer                                                | odc. 16          |
| 1997            | Sława i chwała                                  | Niewolin, kochanek Ariadny Tarło                                | odc. 1 i 2       |
| 1998            | Siedlisko                                       | Jacek, syn Kalinowskich                                         |                  |
| 1998            | Ekstradycja 3                                   | marszand sprzedający Tuwarze obraz Malczewskiego                | odc. 5           |
| 1998–1999       | Życie jak poker                                 | Max                                                             |                  |
| 1999            | Tygrysy Europy                                  | Jacek Laskowski, kierowca i prawa ręka Nowaka                   |                  |
| 1999            | Policjanci                                      | „Nyga”, człowiek Navrotha                                       |                  |
| 1999            | Palce lizać                                     | Pawełek                                                         |                  |
| 1999–2000       | Czułość i kłamstwa                              | Rafał Szymczak                                                  |                  |
| 2000            | Sukces                                          | Antek, brat Tekli                                               |                  |
| 2001            | Przeprowadzki                                   | czekista Filip Dziewulski                                       | odc. 6 i 9       |
| 2002            | Quo vadis                                       | Marek Winicjusz                                                 |                  |
| 2003            | Na Wspólnej                                     | Sebastian Petrus, prawnik i kochanek Izabelli                   |                  |
| 2003            | Kasia i Tomek                                   | Olo, zwycięzca „Gali Multimedialnej”                            | Seria II/odc. 29 |
| 2003            | Bao-Bab, czyli zielono mi                       | kapitan Max „Supersaper” Kolonko                                | odc. 9           |
| 2004            | Dziki                                           | Szwarc, człowiek „Ptasiora”                                     |                  |
| 2004            | Stacyjka                                        | Wojciech Liwicz, mąż Marty                                      |                  |
| 2005            | Pensjonat pod Różą                              | Marcin Piotrowski, syn Andrzeja                                 | odc. 96 i 97     |
| 2005            | Niania                                          | Marek Kochanowicz                                               | odc. 12          |
| 2005            | Biuro kryminalne                                | Mateusz Szewczyk                                                | odc. 15          |
| 2005–2006       | Na Wspólnej                                     | Sebastian Petrus, prawnik i kochanek Izabelli                   |                  |
| 2006–2008       | Na dobre i na złe                               | doktor Stanisław Drzewiecki, chirurg plastyczny                 |                  |
| 2007            | Tajemnica twierdzy szyfrów                      | komandor Howard Compaigne                                       |                  |
| 2008            | Czerwiec 1941                                   | kapitan Regner                                                  |                  |
| 2008            | Na kocią łapę                                   | Artur Puchalski, mąż Marty                                      |                  |
| 2008            | Kryminalni                                      | Grzegorz Niwiński                                               | odc. 93          |
| 2009            | Przystań                                        | Witold, mąż Alicji                                              |                  |
| 2009            | Dom nad rozlewiskiem                            | prezes „HopArtu”                                                | odc. 1, 2 i 7    |
| 2009            | Blondynka                                       | Waldemar Szoff                                                  | odc. 1           |
| 2009–2011       | Barwy szczęścia                                 | Łukasz Halicki, właściciel autokomisu                           |                  |
| 2010            | Licencja na wychowanie                          |                                                                 | odc. 16          |
| 2010            | Apetyt na życie                                 | Roman                                                           |                  |
| 2011            | Wtoraja Ljubow                                  |                                                                 |                  |
| 2011            | Brak po zaveshchaniyu. Vozvrashchenie Sandry    |                                                                 |                  |
| 2011            | Wojny imperiów (The Destiny of Rome)            | Marek Antoniusz                                                 |                  |
| 2012            | 1812. Ballada ułańska (1812. Ulanskaya ballada) | Ledóchowski                                                     |                  |
| 2013            | Komisarz Alex                                   | Wiktor Górski                                                   | odc. 34          |
| 2013            | Lednikov                                        |                                                                 |                  |
| 2014            | Pljaž                                           | Paramonow                                                       |                  |
| 2014            | Ojciec Mateusz                                  | Filip Ankwicz, producent serialu „Zagadki serca”                | odc. 135         |
| 2015            | Napoleon: The Campaign of Russia                | Alexandre                                                       |                  |
| 2015            | Nie rób scen                                    | Michał Wysocki                                                  | odc. 9           |
| 2016            | Kaprys losu                                     | Artur, lekarz chirurg, ordynator oddziału chirurgii, mąż Sylwii | pilot serialu    |
| od 2016         | Przyjaciółki                                    | profesor Wiktor Jeleński, mąż Patrycji                          |                  |
| 2017            | Komisarz Alex                                   | Andrzej Styczyński                                              | odc. 119         |
| 2018–2021, 2023 | M jak miłość                                    | Michał Ostrowski                                                |                  |

## Spektakle teatralne
| data premiery | tytuł                               | autor                       | reżyser             | rola                             | teatr                                                   |
| ------------- | ----------------------------------- | --------------------------- | ------------------- | -------------------------------- | ------------------------------------------------------- |
| 1993          | Na szkle malowane                   | Ernest Bryll                | Krystyna Janda      | Zbójnik Łamaga                   | Teatr Powszechny im. Zygmunta Hübnera                   |
| 1993          | Portret rodzinny z pieniędzmi w tle | George Bernard Shaw         | Romuald Szejd       | Frank Gardner                    | Teatr „Scena Prezentacje” Warszawa                      |
| 1994          | Zbrodnia kobiet (Gorączka rzymska)  | Edith Wharton               | Romuald Szejd       | kelner                           | Teatr „Scena Prezentacje” Warszawa                      |
| 1995          | Przygody Tomka Sawyera              | Mark Twain                  | Marek Obertyn       | Alfred Temple, Metys Joe         | Na Woli                                                 |
| 1996          | Cud na Greenpoincie                 | Edward Redliński            | Zbigniew Lesień     | Serfer                           | Teatr Współczesny im. Edmunda Wiercińskiego             |
| 2004          | Świętokrzyska Golgota               | Zbigniew Książek            | Jerzy Zoń           | narrator                         | Teatr im. Stefana Żeromskiego w Kielcach                |
| 2007          | Zamiana na wakacje                  | Ian Ogilvy                  | Tomasz Dutkiewicz   | Paul Dobson, Nigel Dobson, Pedro | Teatr Komedia w Warszawie                               |
| 2009          | Dwa słowa (wieczór operowy)         |                             | Laco Adamík         | narrator                         | Teatr Wielki w Warszawie                                |
| 2010          | Drzewo                              | Tim Crouch                  | Lech Mackiewicz     |                                  | Teatr Dramatyczny im. Aleksandra Węgierki w Białymstoku |
| 2015          | Maciej Korbowa i Bellatrix          | Stanisław Ignacy Witkiewicz | Krystian Lupa       |                                  | Teatr Łaźnia Nowa                                       |
| 2016          | Być jak Elizabeth Taylor            | Jakub Przebindowski         | Jakub Przebindowski | Richard                          | Teatr Imka/AB Production                                |
| 2024          | Nadzieja                            | David S. Craig              | Jakub Wons          |                                  | Adria Art                                               |

## Dyskografia
- 2001: Mów do mnie jeszcze (z Justyną Steczkowską)

## Nagrody
| Rok  | Nagroda                                               | Kategoria                               |
| ---- | ----------------------------------------------------- | --------------------------------------- |
| 2001 | Teleamor, przyznany przez czytelników „Tele Tygodnia” | Najseksowniejszy aktor                  |
| 2023 | Nagroda na 24. Polish Film Festival w Los Angeles     | Niezwykłe osiągnięcia w sztuce filmowej |

## Teledyski
| Rok  | Tytuł                                | Wykonawca                                       |
| ---- | ------------------------------------ | ----------------------------------------------- |
| 2000 | „Czerwone korale”                    | Brathanki                                       |
| 2005 | „Niech mówią, że to nie jest miłość” | Piotr Rubik, Olga Szomańska i Przemysław Branny |
| 2005 | „Czarny Don”                         | Brathanki                                       |
| 2019 | "Ghost Horses"                       | Tides From Nebula                               |